# Schwattet Gatt
Das Schwatte Gatt (hochdeutsch: schwarzes Loch) ist ein Naturschutz- und FFH-Gebiet in der Nähe von Vreden im münsterländischen Kreis Borken. Es wurde 1958 als Naturschutzgebiet ausgewiesen und 1992 auf seine heutige Größe von etwa 62 Hektar erweitert.

## Allgemeines
Der Kern des NSG Schwattet Gatt ist ein Hochmoorrest. Dieser Bereich besteht überwiegend aus Feuchtheiden, in die drei Stillgewässer eingebettet sind. Von diesen Gewässern weist lediglich das größte noch eine zusammenhängende, offene Wasserfläche auf. Es wird durch ein Wehr am Westrand aufgestaut. Die Wasseroberfläche des Gewässers ist fast vollständig mit der Weißen Seerose bedeckt. Die übrigen Gewässer sind nahezu komplett verlandet.

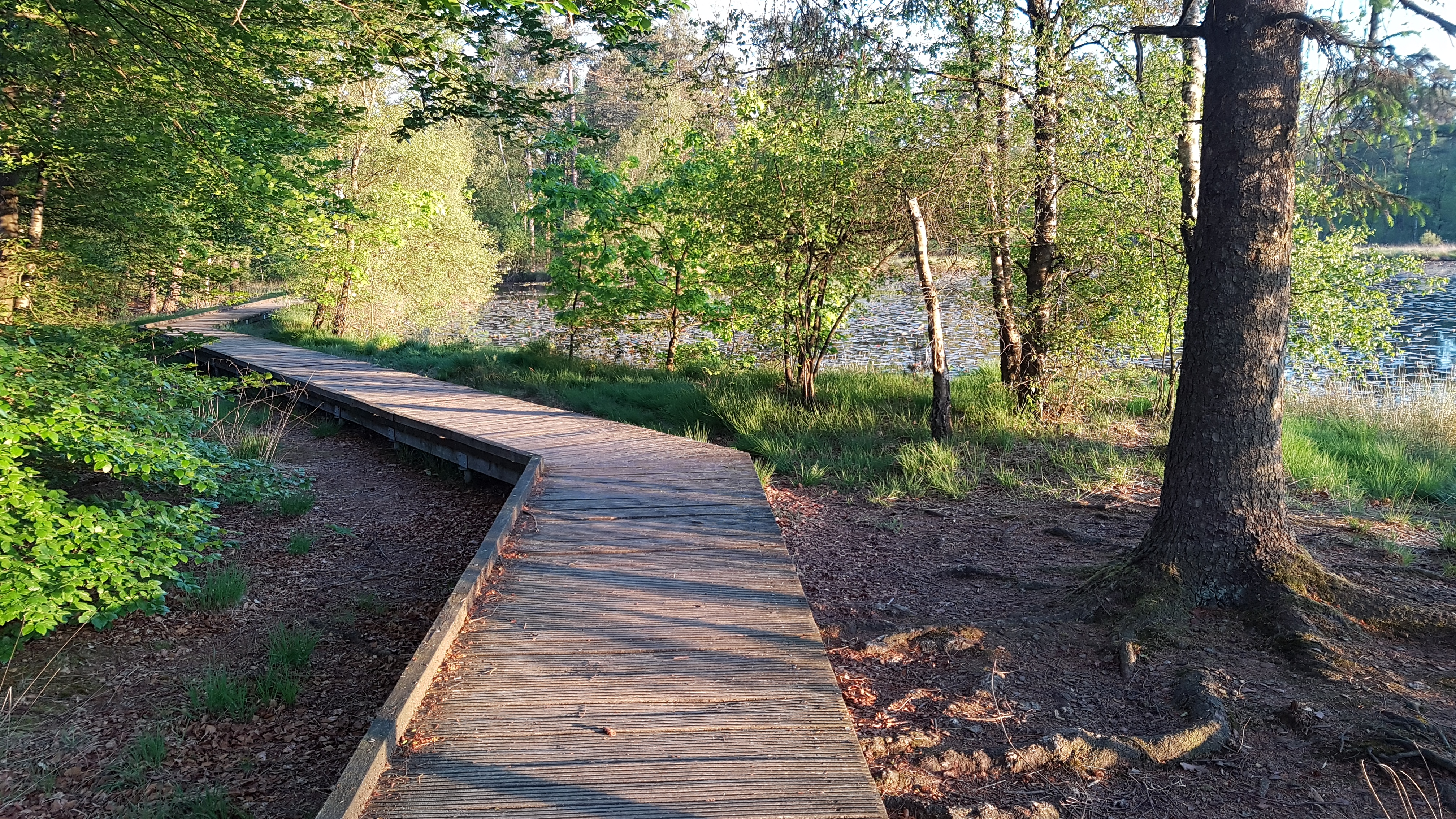
Ein Bohlenweg führt direkt durchs Moor.

Die Gewässer sind umgeben von einem Wirtschaftswald, der vor etwa einhundert Jahren gepflanzt wurde und vor allem aus Kiefern besteht. In der Vergangenheit ist er des Öfteren nach wirtschaftlichen Gesichtspunkten durchforstet worden. Heute ist der Wald sehr licht und begünstigt dadurch die allmähliche Entwicklung zu einem Stieleichen- und Birkenwald. Alte und umgefallene Bäume werden im Bestand gelassen, soweit sie die Nutzung der Wirtschaftswege nicht beeinträchtigen. Diese am Boden liegenden Bäume sind für zahlreiche Organismen im Wald sehr wichtig. Algen, Moose, Flechte und Farne nutzen das Totholz als Nahrungsgrundlage und führen die gebundenen Nährstoffe wieder dem biologischen Kreislauf zu. In der Rinde, Borke und Kernholz der umgefallenen Bäume finden viele holzzersetzende Tiere einen idealen Lebensraum und dienen dann selber als Nahrung für Spechte, Meisen oder Kleiber.
Im Jahr 2011 wurde ein Bohlenweg angelegt, der die Besucher nah am Gewässer vorbeiführt.
Südlich des Schwatten Gatts liegt der Provinzbusch. In diesem Waldgebiet herrschen Kiefernbestände vor, mit denen die Heide-Moor-Landschaft ab etwa 1910 aufgeforstet wurde. Der Provinzbusch wird von vielen Entwässerungsgräben durchzogen.

## Fauna
Der Schwarzspecht ist mit etwa 50 cm Länge der größte einheimische Specht. Er baut seine Nester in alten und dicken Bäumen. In den folgenden Jahren werden diese oft von anderen Höhlenbewohnern wie Hohltauben oder Fledermäusen genutzt. Der Wespenbussard verspeist ausschließlich Insekten. Er gräbt Wespennester inklusive der Waben aus und verfüttert die eiweißreichen Larven an seine Jungen.
Im Schwatten Gatt lebt Europas kleinste Ente, die Krickente. Zahlreiche Libellenarten sind im Schwatten Gatt heimisch, z. B. die gefährdete Späte Adonislibelle.
Darüber hinaus lassen sich folgende Tierarten im Schwatten Gatt nachweisen:
- Moorfrosch
- Nordische Moosjungfer
- Teichrohrsänger

## Flora
Im Schwatten Gatt wachsen viele typischerweise in Mooren oder Heiden vorkommende Pflanzen:
- Blutwurz
- Besenheide
- Sand-Birke
- Schilfrohr
- Weiße Seerose
- Schnabel-Segge
- Hirse-Segge
- Schmalblättriges Wollgras
- Spieß-Torfmoos
- Weißes Schnabelried
- Braunes Schnabelried
- Vielstängelige Sumpfbinse
- Sphagnum magellanicum
- Deutsche Rasenbinse
- Sparrige Binse
- Mittlerer Sonnentau
- Sumpf-Blutauge

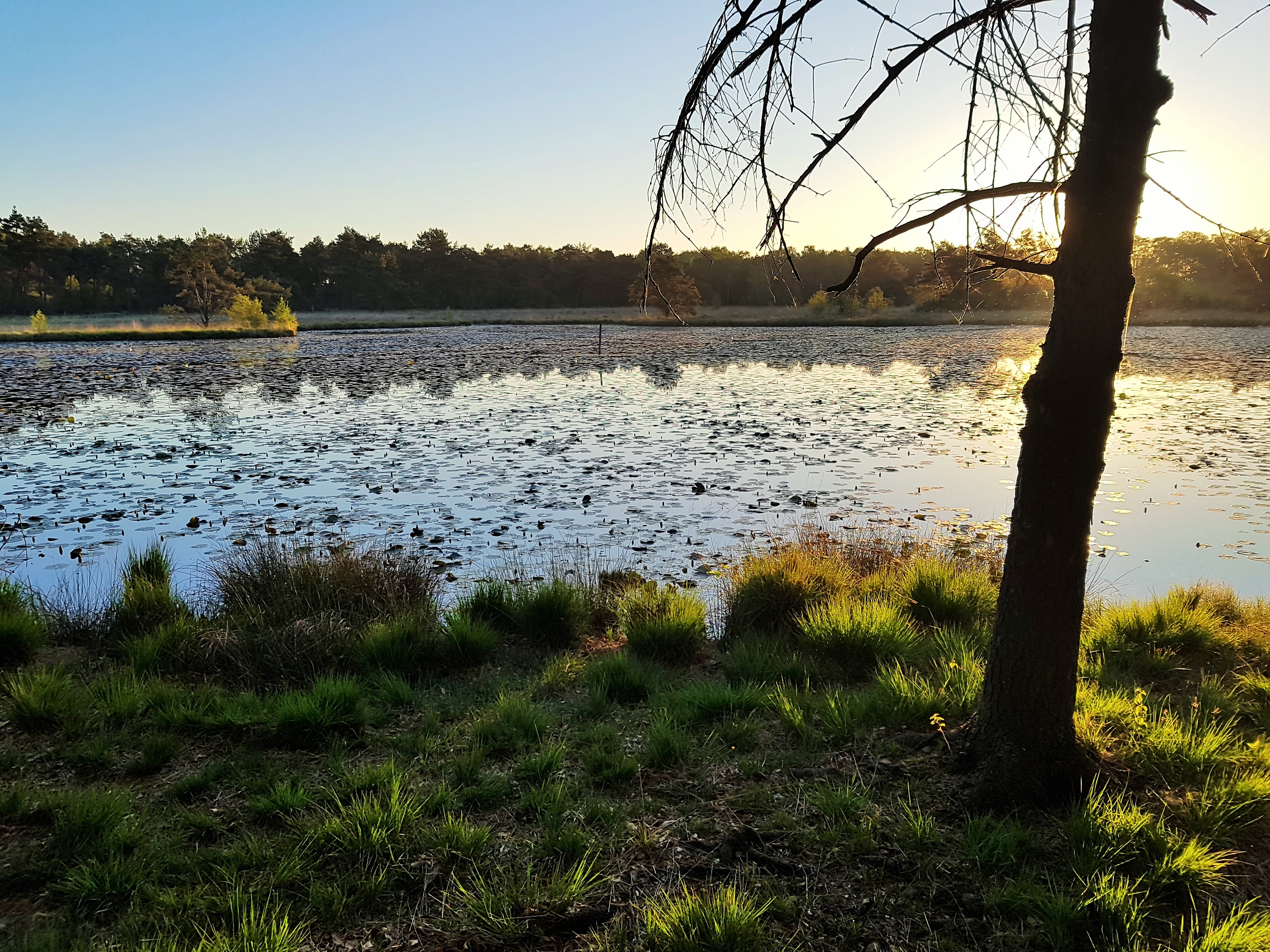
Sonnenaufgang im Mai 2017 bei 13 °C

Ab dem Frühsommer blüht die Glockenheide im Schwatten Gatt.

## Tourismus

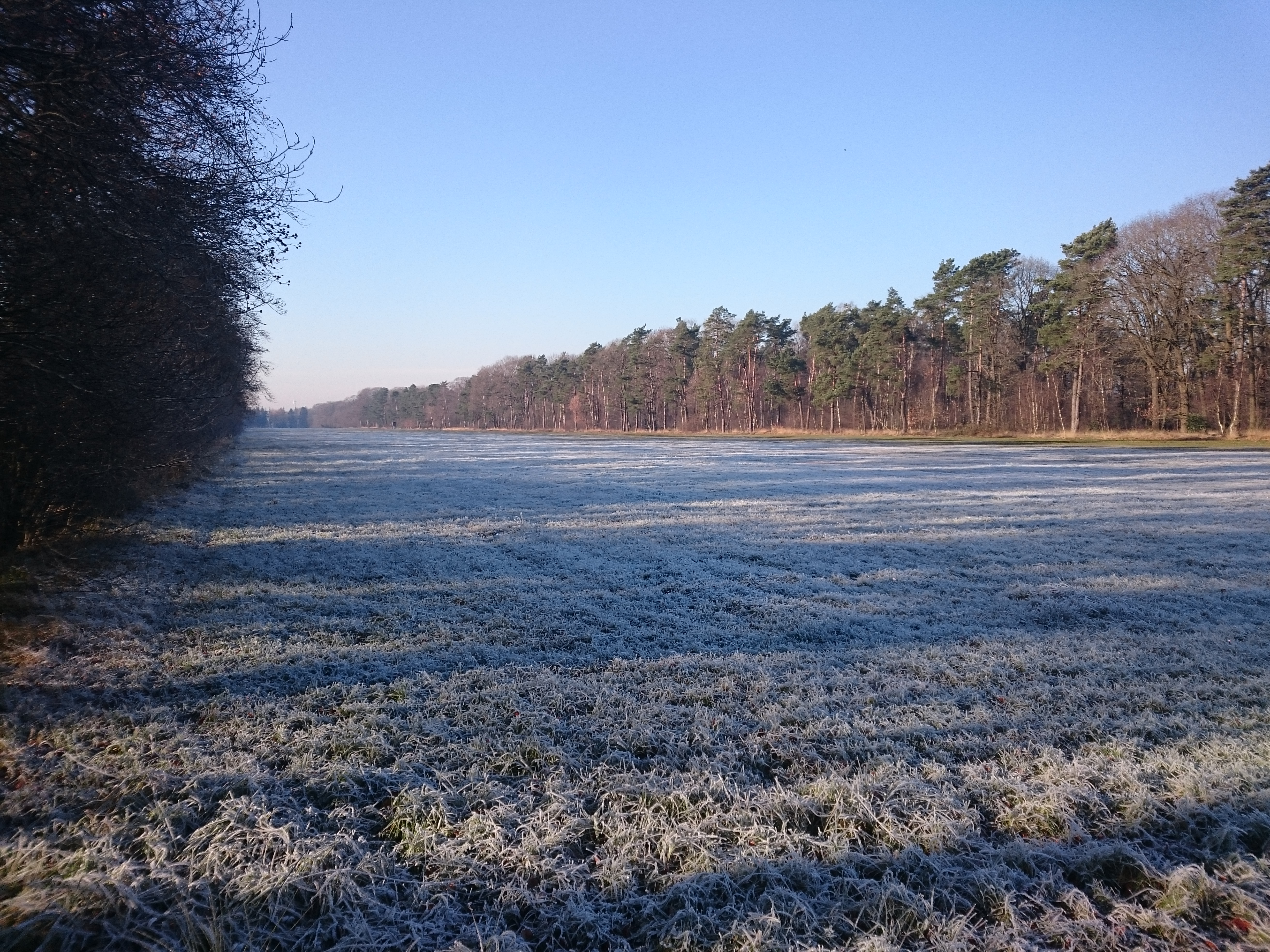
Lichtung im Provinzbusch, südlich des Schwatten Gatts.

Direkt am Schwatten Gatt vorbei führen Radwege der Waben 54 und 261 des Radverkehrsnetzes NRW. Am westlichen Rand des Schwatten Gatts vorbei geht die Themenroute agri-cultura. Nördlich des Schwatten Gatts führt die Flamingoroute durch Lünten.
Die Wege im Schwatten Gatt sind für Spaziergänger und Radfahrer geeignet. Allerdings sind die Zuwegungen zum Bohlenweg und der Bohlenweg selber für Fahrräder gesperrt. Grund hierfür ist, dass sich auf dem Bohlenweg sonnende Reptilien und Amphibien ein herannahendes Fahrrad nur schlecht wahrnehmen und daher leicht überfahren werden können.
Südlich vom Schwatten Gatt befindet sich das Antoniusheim mit einem angeschlossenen Cafe.